# Rychnov u Jablonce nad Nisou
Rychnov u Jablonce nad Nisou (tyska: Reichenau) är en stad i Tjeckien. Den ligger i regionen Liberec, i den norra delen av landet. Rychnov u Jablonce nad Nisou ligger 435 meter över havet och antalet invånare är 2 719.